# Карл-Ернст Клаус
Карл-Ернст Клаус (рос. Карл Карлович Клаус, нім. Karl Karlowitsch Klaus; нар.22 січня 1796, Дерпт — пом. 24 березня 1864, Дерпт) — російський хімік, ботанік та фармацевт балтійського німецького походження, відомий своїм відкриттям рутенію. Також відомий як один із перших учених, які застосували кількісні методи у ботаніці. 

## Життєпис
Походить з сім'ї балтійських німців.
Працював аптекарем у Санкт-Петербурзі та Казані.
У 1828 році приєднався як рисувальник до наукової експедиції на Урал. Він замальовував рослини і мінерали. З того часу навчається обробці металів, геології та цікавиться хімією металів.
З 1831 року працює асистентом хімічної лабораторії в Дерптському університеті (тепер Тартуський університет), де у 1830 Готфрід Озан опублікував свої перші дослідження про рутеній. Паралельно із роботою, здобуває там освіту і у 1837 році пише магістерську дисертацію.
У казанському університеті пише дисертацію на тему «Основи аналітичної фітохімії» (біохімії рослин).
У 1839 стає професором Казанського університету. Його науковою роботою стає хімія платинових металів. Розробляє хімічні методи добування платини із відходів платинового виробництва.
У 1845 йому вдається ізолювати найлегший метал платинової групи — рутеній (лат. Ruthenia — Рутенія = Русь)

## Окремі публікації
- Grundzüge der analytischen Phytocbemie. — Дерпт, 1837 (магістерська дисертація).
- Beiträge zur näheren Kenntniss der Schwefelcyanmetalle. —1838.
- Ueber das Verhalten des Camphers zu den Haloiden. —1841.
- Ueber die Gegenwart des Wasserstoffes im Schwefelcyan.
- Химические исследования остатков уральской платиновой руды и металла рутения // Учёные записки Казанского университета. — 1844.
- Ueber den Platinrückstand // Bull. phys.-math. de l'Academie de S. P. B. — 1844, 1845.
- Entdeckung eines neuen Metalls des Ruthenium // Bull. phys.-math. de l'Academie de S. P. B. — 1845.
- Ueber die neuen Metalle, welche von prof. Osann in den Platinrückständen aufgefunden worden sind. // Bull. phys.-math. de l'Academie de S. P. B. — 1845.
- Ueber die chemischen Verhältnisse des Rutheniums, verglichen mit denen des Iridiums // Bull. phys.-math. de l'Academie de S. P. B. — 1845.
- Beiträge zur Chemie der Platinmetalle // Bull. phys.-math. de l'Academie de S. P. B. — 1847.
- Ueber eine merkwürdige Steinart des mitt. Russlands // Bull. phys.-math. de l'Academie de S. P. B. — 1852.
- Ueber das Verhalten des Iridiumchlorides zu dem Salpetersäuren Silberoxyde // Bull. phys.-math. de l'Academie de S. P. B. — 1847.
- Ueber die Einwirkungen der schwefligen Säure und des schwefligsauren Kalis auf die Chloride und Doppelverbindungen einiger Platinmetalle // Bull. phys.-math. de l'Academie de S. P. B. — 1847.
- Reise in die Steppen des südlichen Russlands, unternommen von Dr. Fr. Göbel in Begleitung der Herren Dr. C. Claus und A. Bergman. — Derpt, 1837—1838.(нім.)